# Aartsbisdom Washington
Het aartsbisdom Washington (Latijn: Archidioecesis Vashingtonensis; Engels: Archdiocese of Washington) is een metropolitaan aartsbisdom van de Rooms-Katholieke Kerk in de Verenigde Staten. De zetel van het aartsbisdom is in de stad Washington D.C.. De aartsbisschop van Washington is metropoliet van de kerkprovincie Washington, waartoe ook het volgende suffragane bisdom behoort:
- Bisdom Saint Thomas

## Indeling
Het aartsbisdom Washington omvat het District of Columbia en in Maryland de county's Montgomery County, Prince George's County, Saint Mary's County, Calvert County en Charles County.

## Geschiedenis
Op 15 november 1947 ontstond het aartsbisdom toen het aartsbisdom Baltimore-Washington werd gesplitst. Washington was vervolgens suffragaan aan Baltimore. Op 12 oktober 1965 werd Washington verheven tot metropool en werd het bisdom Saint Thomas op de Amerikaanse Maagdeneilanden suffragaan. Op 28 mei 1974 werd een deel van het aartsbisdom afgestaan voor het nieuw opgerichte bisdom Arlington.
De aartsbisschop van Washington is doorgaans kandidaat om te worden verheven tot kardinaal.

### Aartsbisschoppen
- 1947–1973: Patrick Aloysius O'Boyle
- 1973–1980: William Wakefield Baum
- 1980–2000: James Aloysius Hickey
- 2000–2006: Theodore Edgar McCarrick
- 2006-2018: Donald William Wuerl
- 2019-    : Wilton Daniel Gregory

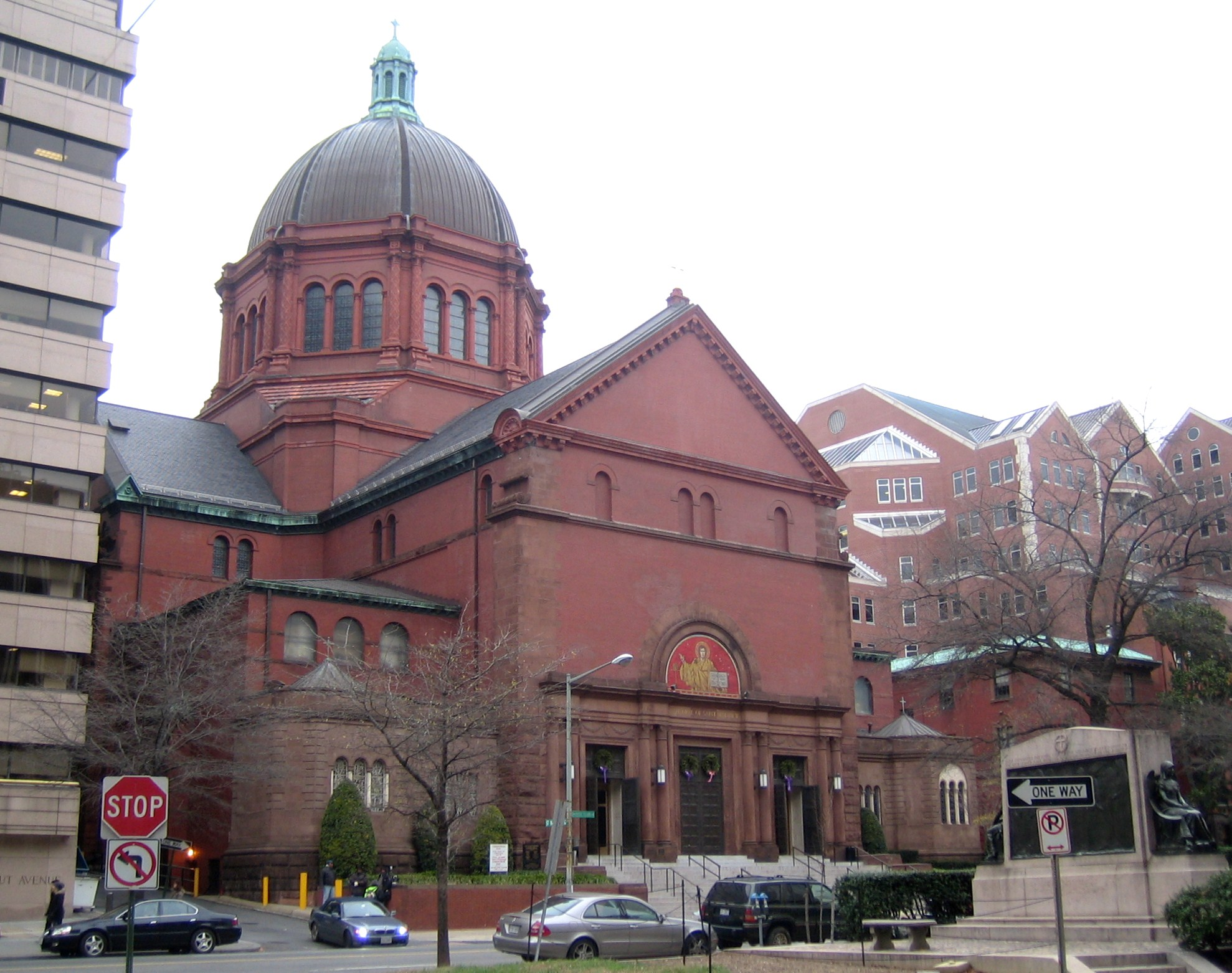
Kathedraal van Washington
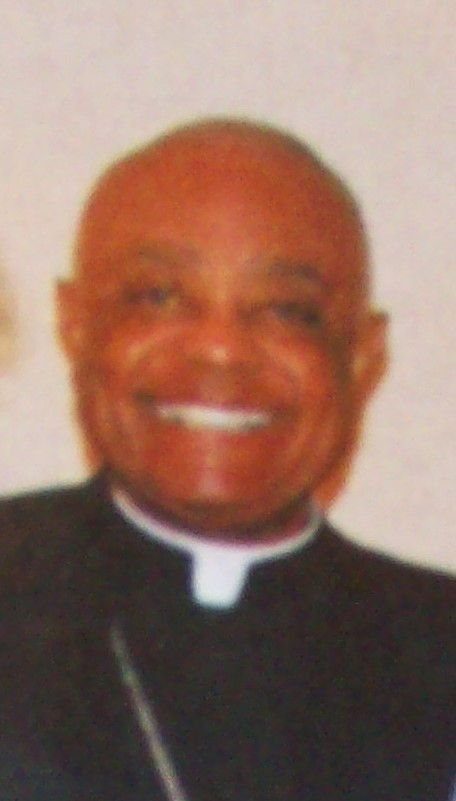
Aartsbisschop Wilton Daniel Gregory